# 深井城
深井城（ふかいじょう）は、大阪府堺市にあった日本の城。遺構などは存在せず、推定地として中区深井中町にあった観音山古墳が城跡として有力である。
本項では深井の合戦についても記述する。

## 概要

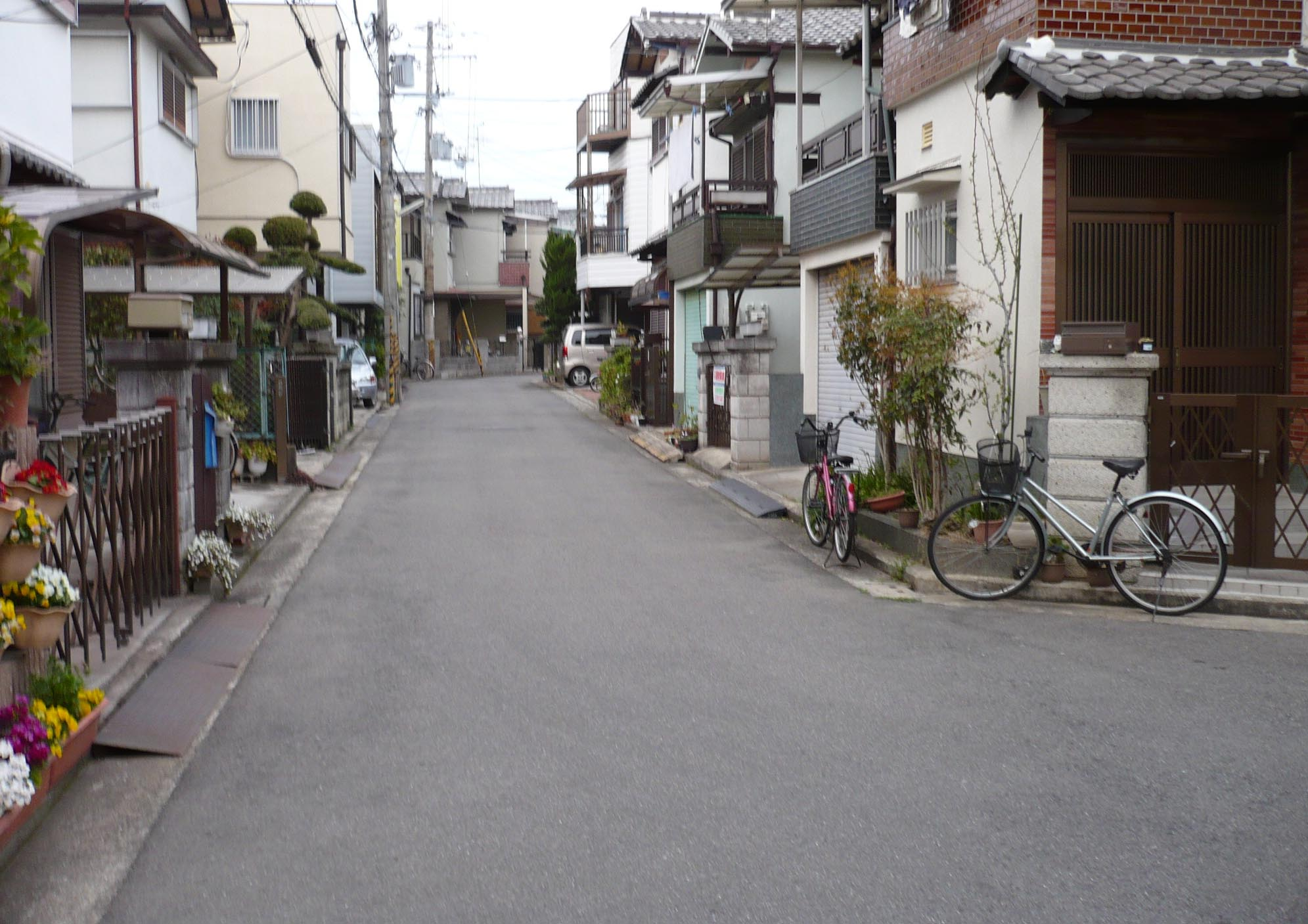
宅地化された深井城推定地

深井城の遺構や正確な場所が明記されている古文献がなく推定地については議論され、正確な城郭は不明である。また恒久的な城ではなく、臨戦用の砦だった可能性もある。
堺市には大仙陵古墳をはじめとする百舌鳥古墳群があり、この周辺は高屋城や誉田城のように古墳跡に築城されていたケースが見受けられる。これにより、深井城の推定地として、深井中町にあった観音山古墳跡がベースとなり、そこに築城したと思われている。しかし、その古墳も全壊しており伝承レベルでしかない。1970年代にはわずかに土塁、台地などの遺構もあったようだが、現在は宅地、農地化が進んでその遺構も消滅したようである。

## 西村砦と東村砦

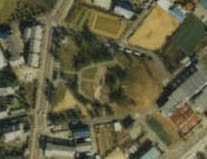
東村砦／定の山古墳

深井城が古文書に記載されているのが、深井の合戦のみで細川政賢方の本拠地とした。これに対して細川高国方の本拠地としたのが、西村砦と東村砦である。

### 西村砦
西村砦も古墳跡に砦を建設したと思われており、城ノ山古墳跡が有力である。現在は古墳、砦跡とも消滅し、宅地化されている。

### 東村砦
東村砦も古墳跡に砦を建設したと思われており、定の山古墳跡が有力である。区画整理事業により、古墳も変形したが現在復元され、公園として整備されている。この定の山古墳は復元古墳であるため、山頂部に登頂することが可能である。

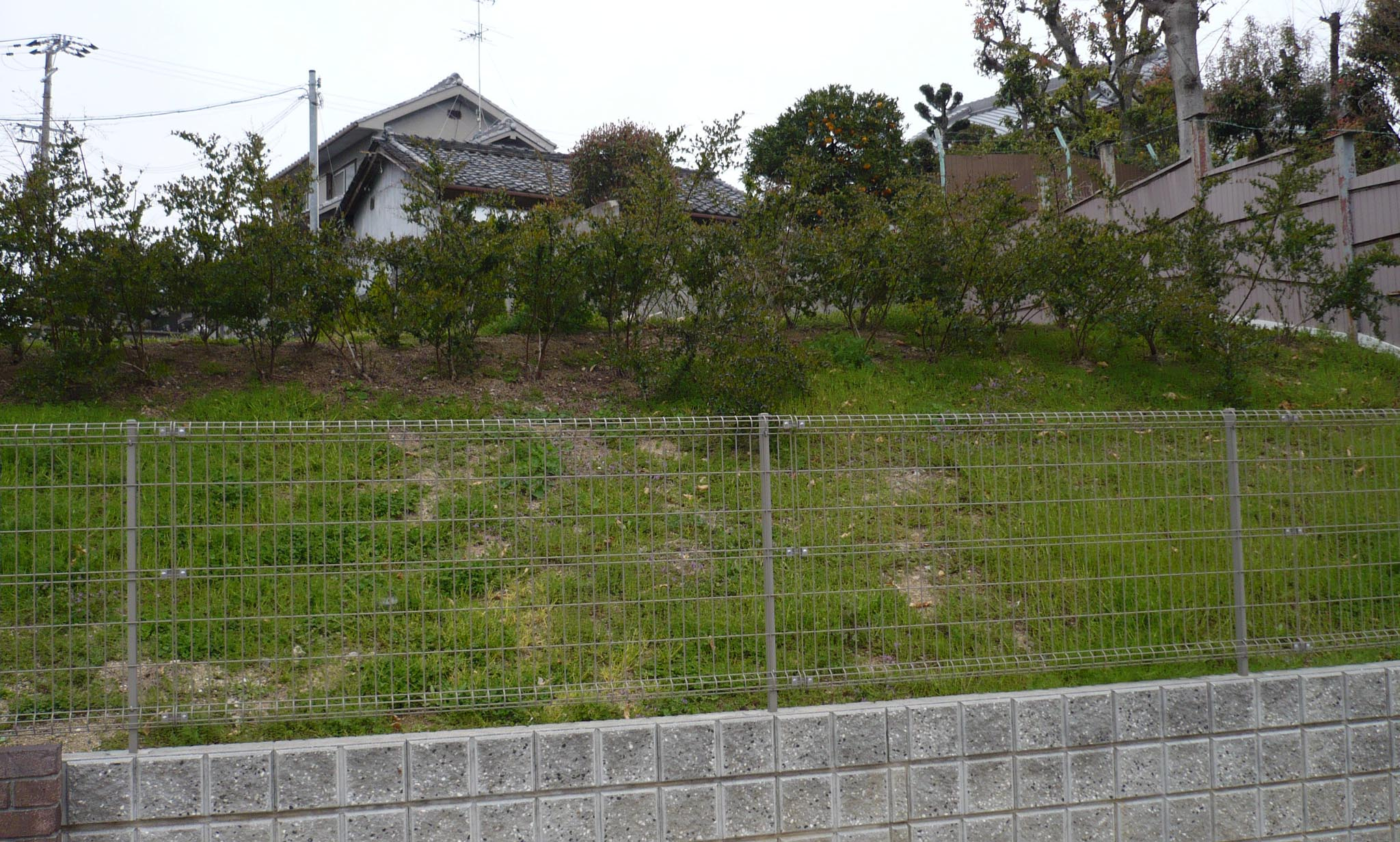
西村砦の推定地
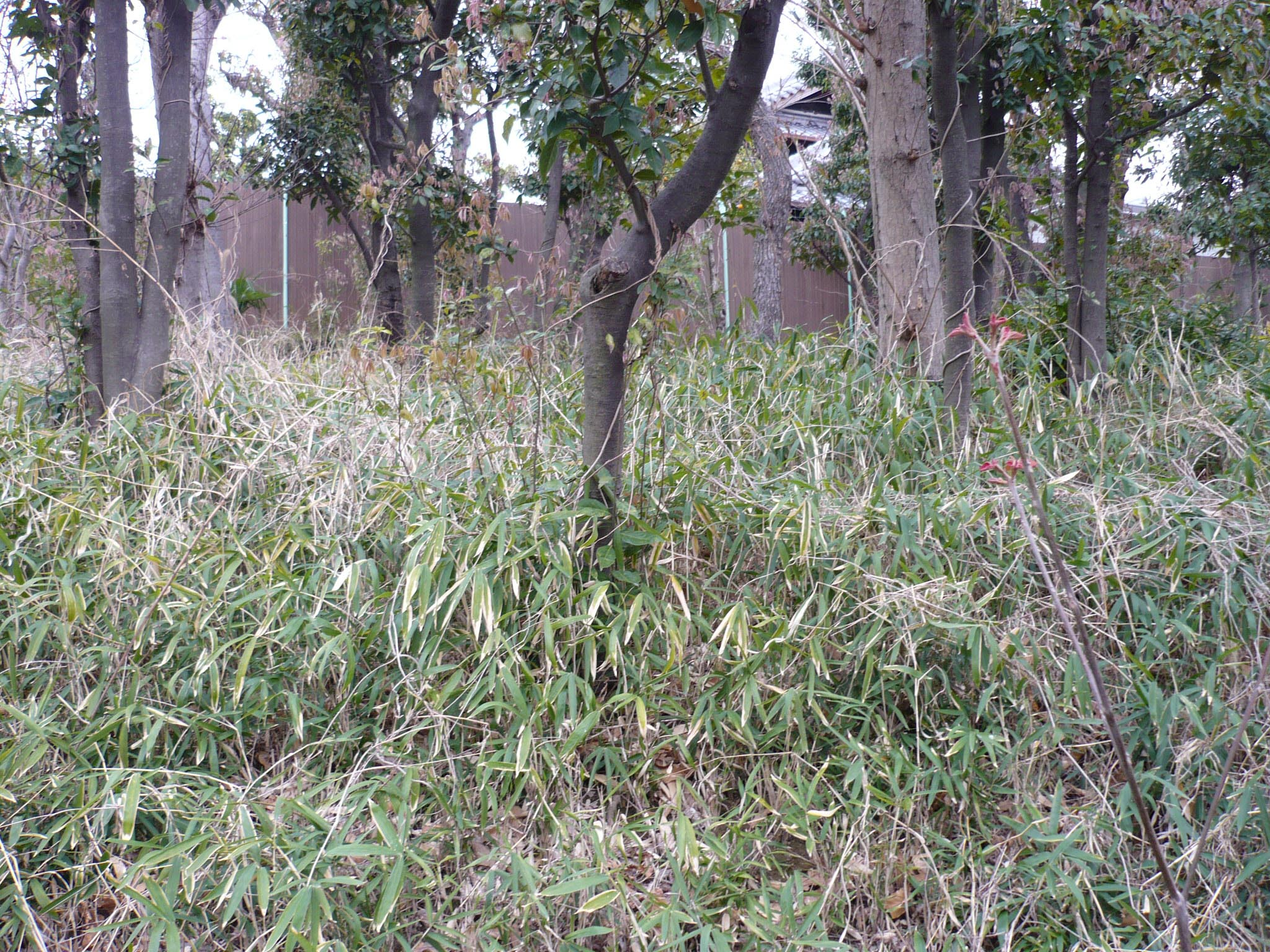
城ノ山古墳跡
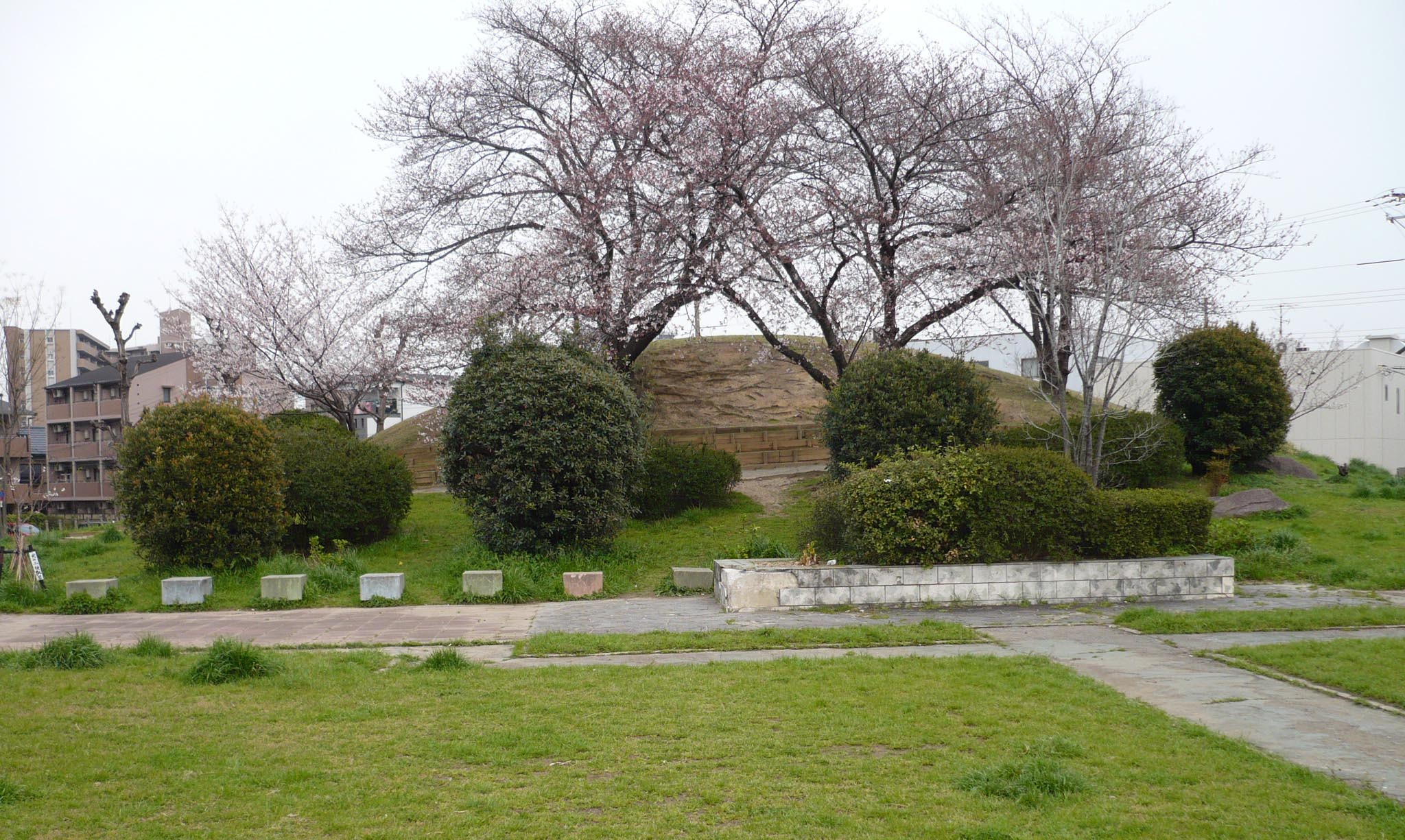
東村砦の推定地
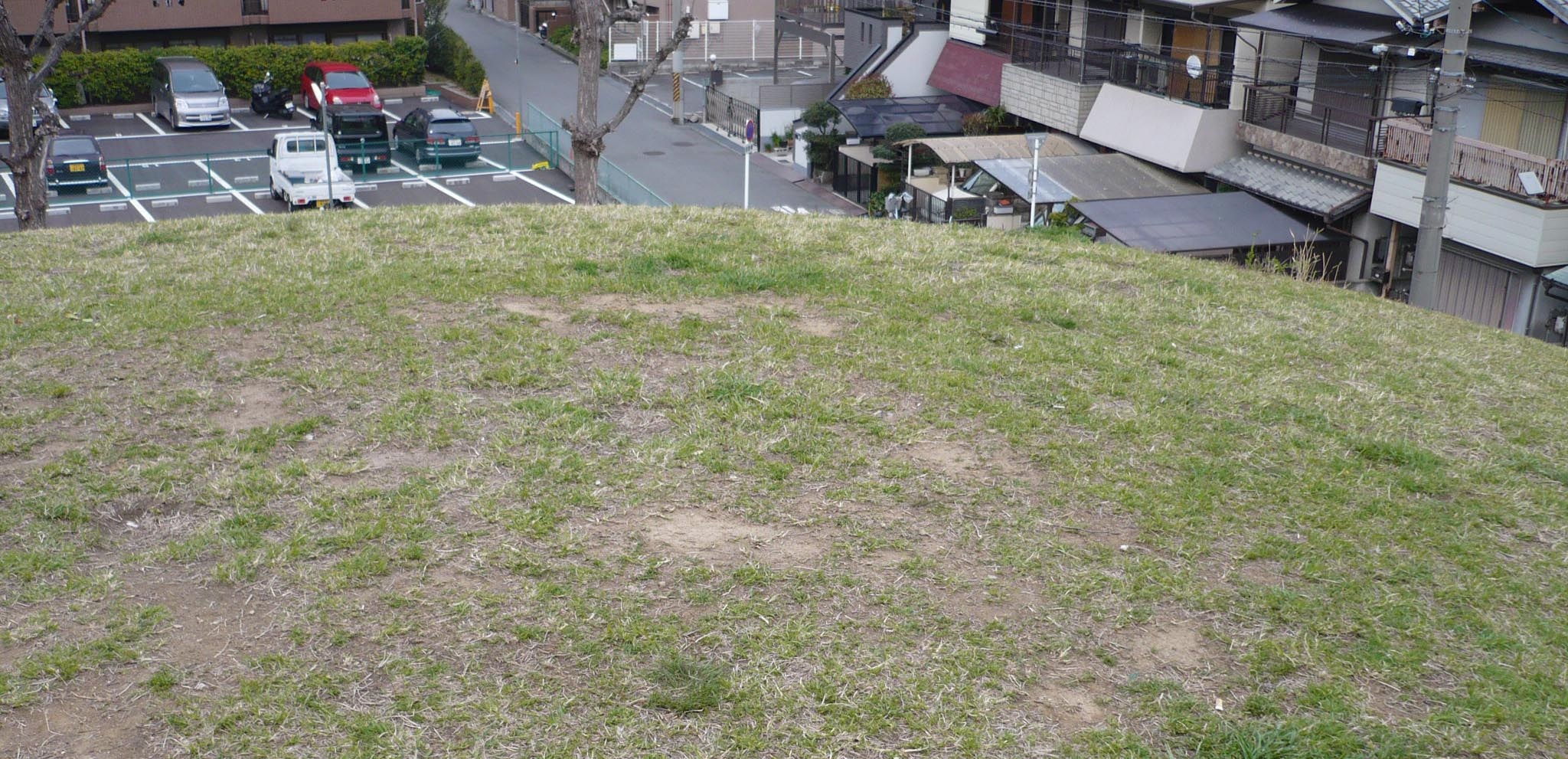
定の山古墳跡の頂上部

## 深井の合戦
深井城の歴史は、この深井の合戦のみで、その後どのような経緯をたどったか、いつ廃城になったかは全く不明である。

### 開戦までの経緯
永正6年（1509年）の如意ヶ嶽の戦いで阿波に帰国した細川澄元は、なんとかして京都に戻り足利義澄を将軍に復権するべく武略をめぐらしていた。そこでまず永正8年（1511年）7月7日、総大将を同族の細川政賢と和泉守護細川元常とし、軍を和泉堺の浜に上陸させた。『陰徳太平記』によると、まずは天王寺城を攻めようとしていたようである。これに山中為俊、畠山高国、遊佐順盛や浪人衆が合流し深井城に陣を敷いた。この時『瓦林正頼記』によると、政賢の軍勢は7、8千であったと記載されている。
この報を聞いた澄元の反対勢力である細川高国は「追討せよ」と摂津国衆に命じ、ただちに行動を開始。これに応じた池田氏、伊丹氏、三宅氏、茨木氏、安威氏、福井氏、太田氏、入江氏、高槻氏の2万の摂津国人衆勢が集結、西村砦と東村砦に布陣した。

### 戦いの状況
7月13日に合戦が始まり、細川高国軍が先陣を切って深井城へ押し寄せた。
『細川両家記』によると、高国軍が城に突入したところ、城中には誰もいなかった。そこへ出口が閉められ包囲されてしまった。すかさず脱出しようと出口に集中したところへ政賢軍が現れ、そこから漏れ出てきたところへ切り掛かってきた。高国軍も防戦したが結局切り負けて、大将方は皆討ち死、雑兵も300名以上が討ち取られ敗退してしまった。

### 戦後の状況
高国軍の残兵は堺へ逃亡、これを好機とみた政賢軍はその日のうちに中嶋城まで攻め上り、船岡山合戦に繋がっていく。

### 別説
この時の戦いの状況は『細川両家記』には、「籠の中の鳥」という記載が見受けられるが、他の古文献では別の戦いの状況が見受けられる。
- 『瓦林正頼記』
  - 高国軍はあまりにも大勢で連携がうまくいっていなかったのか大方が討死した
- 『陰徳太平記』
  - 多勢に取り込まれた政賢軍は、おのおのが十死一生と覚悟きめ、一文字に切りて出撃した

深井の合戦の状況は古文献によっては諸説ある。
同時期、澄元が鷹尾城で引き起こした戦いは芦屋河原の合戦を参照。

## 城跡へのアクセス
- 電車でのアクセス 

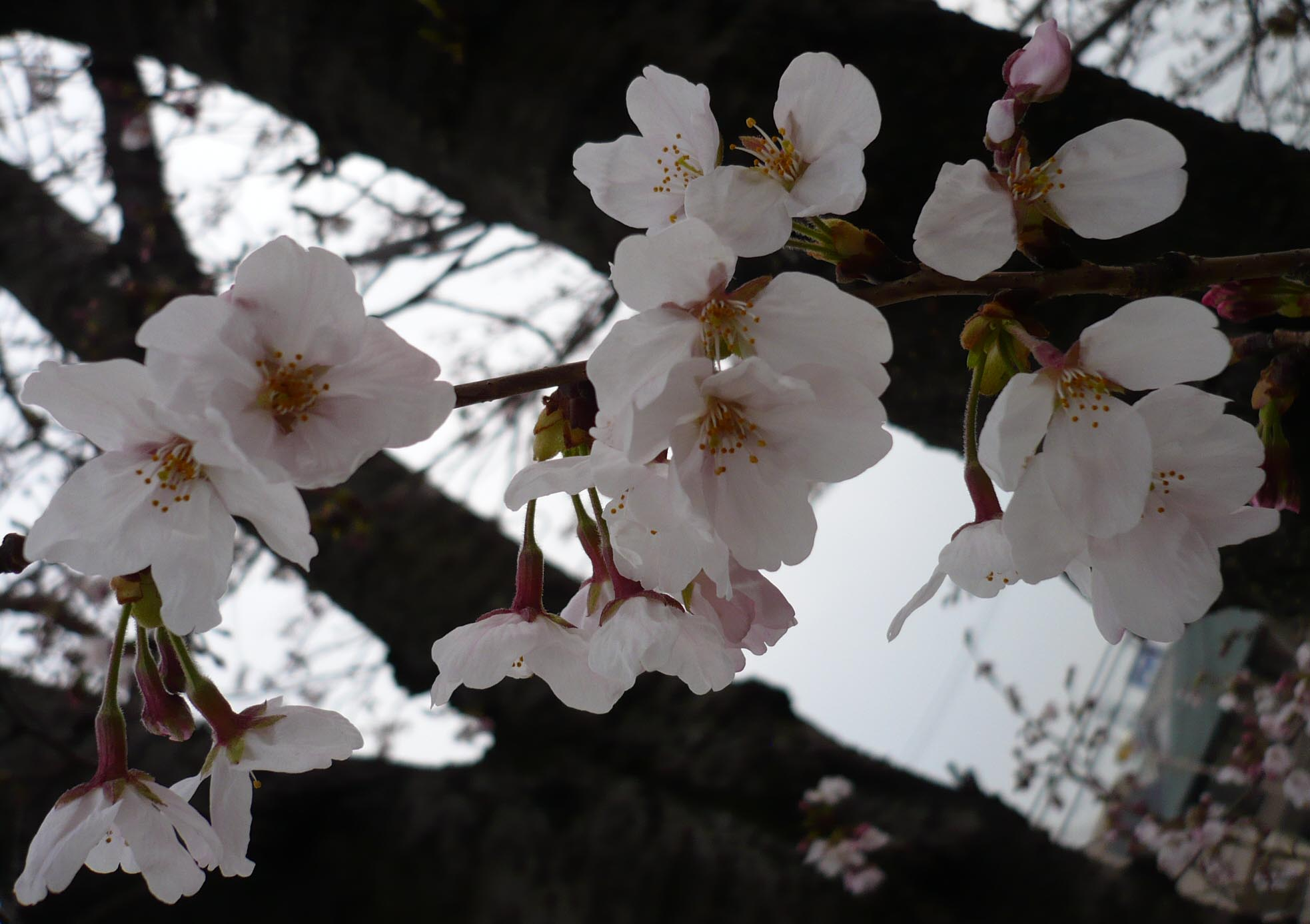
定の山古墳、頭頂部の桜

  - 南海泉北線　深井駅　→　南海バス　中深井下車
- 車でのアクセス 
  - 阪和自動車道　堺インターチェンジ　→　中深井方面
  - 近隣に駐車場無し